# 有里紅良
有里 紅良（ありさと あから、本名：伊藤 勇喜子（いとう ゆきこ）、1961年（昭和36年）8月31日 - 2015年（平成27年）7月2日）は、日本の漫画原作者、小説家、演劇脚本家、同人作家、映像編集技師。北海道根室市出身。
同人サークルから発展して結成された創作集団および劇団である「有限会社La・Moon」の初代代表取締役。同団体発行作品の主幹編集者。同じく「ら・むうん」に所属する漫画家兼イラストレーターの夢来鳥ねむとのコンビで知られる。ら・むうんメンバーおよびファンからの愛称はママ。夢来鳥が漫画家デビューに伴う上京に際し有里を、東京における第二の母として慕い呼び習わした事に由来する。

## 人物
1961年、北海道根室市に生まれる。親の仕事の関係により、生後すぐより北海道内を転々とする。1971年、親の仕事の都合により東京都へと転ずる。
1977年に高校に入学し同校の漫画研究会に所属。高校の文化祭で漫研部員とアニメーションの制作に挑戦し、上映までこぎつける。1980年に高校を卒業し文化祭での成果を元に虫プロダクション(新社)に入社。フィルム編集部門に配属され、同社の編集技師である尾形治敏に師事し、フィルム編集技師として活動する。編集としてマッドハウス作品を多く手掛けていたことから、同社スタッフや関係する漫画家などと交流があった。1982年に結婚、長女および長男を出産。
1986年、ゲゲゲの鬼太郎に影響を受け、同人サークル「鬼太郎座」を結成。同人ダイナビジョン作品『女禍』を企画。交流のあった業界人らや鬼太郎ファンを巻き込み、「伊藤勇鬼子」名義で自ら監督を引き受ける。この活動において人脈を頼り水木しげるおよび田の中勇と機知を得てスーパーバイザーを依頼し指導を受ける。また同作に猫娘役として参加したのが後の夢来鳥ねむである。1989年に『女禍』が完成し一度限りの上映に至り、鬼太郎座解散。ただし別サークル「月読温泉旅行倶楽部」を結成し『女禍』参加メンバーの継続交流の場とした。
1989年に夢来鳥ねむが漫画家としてデビューしたことから、彼女の上京の面倒を見るとともに、設定やストーリープロットなどの相談を受けるなど、実質的な共同作業者となっていった。この事から1995年、『月読温泉旅行倶楽部』を前身に、創作集団ら・むうんを結成。前年となる1994年に次男を出産している。以降、漫画原作者として夢来鳥との二人三脚がスタートする。2004年、後述する闘病の事情から自身や夢来鳥の作品の著作権管理法人として、任意団体であった「ら・むうん」を「有限会社La・Moon」へと法人化し、自ら代表取締役に就任する。
1990年代後半に虫プロのフィルム編集部門が「尾形編集室」として独立したことに伴い、移籍して立ち上げメンバーとなるものの、アニメーション制作のデジタル化と後述する闘病を契機に業界を退いている。
1999年に乳がんへの罹患が発覚。治療により一時治癒に至るも2006年に再発。以降、闘病を続けながら作家として活動を続ける事となる。晩年はベッドから起きられぬ体となりながらもタブレット端末を持ち込み、常に全力を尽くした。
病状の悪化のため2015年7月2日に永眠。最初のガン発覚から、実に16年にわたる闘病に終止符を打つ。

## 主要執筆作品

### 小説
- 『アンダー・ヘブンズふぁみりぃ』メディアワークス 〈電撃文庫〉 全1巻 - イラスト：夢来鳥ねむ、マンガ図書館Zにて無料配信中
- 『HAUNTEDじゃんくしょん －風塵の鬣－』メディアワークス 〈電撃文庫〉 全2巻 - イラスト：夢来鳥ねむ
- 『ラルフィリア・サーガ』メディアワークス 〈電撃文庫〉 全2巻 - イラスト：結城信輝、「ら・むうん」が定期発行している同人誌内で続編を連載中
- 『なぞらえ屋秘匿文書・桃と鬼の轍』アスキー・メディアワークス 〈電撃文庫〉 全1巻 - イラスト：中嶋敦子、「ら・むうん」主催の演劇「なぞらえ屋」のノベライズ

### 漫画原作
作画は全て夢来鳥ねむ
- 『HAUNTEDじゃんくしょん』メディアワークス 〈電撃コミックス〉 全13巻（『月刊電撃コミックガオ!』連載） - 原作協力
- 『円陣とらぶる!』メディアワークス 〈電撃コミックス〉 全3巻（『月刊電撃コミックガオ!』連載）
- 『恋咲忍伝おもいっきりハヤテさま』講談社 〈マガジンZKC〉 全2巻（『MiChao!』連載）
- 『セイル』講談社 〈マガジンZKC HXL ヒーロークロスラインシリーズ〉 全2巻（『ヒーロークロスライン』連載） - コンセプトデザイン：結城信輝
- 『アンダー・ヘブンズ ホスピタル』（『幻蔵』連載） - 単行本はら・むうんより同人誌の形で発行。著者逝去により絶筆、実質上の遺作。

### 脚本
- 『オモヒノタマ〜念珠』八の珠「猫の手」（衛星劇場、2003年）

## 主要映像編集参加作品
- ユニコ 魔法の島へ（1983年、マッドハウス制作、村野守美監督）※編集助手、初クレジット作
- はだしのゲン（1983年、マッドハウス制作、真崎守監督）※編集助手
- 綿の国星（1984年、虫プロダクション制作、辻伸一監督）※編集助手
- 11人いる!（1986年、キティ・フィルム制作、出崎統・富永恒雄共同監督）
- 扉を開けて（1986年、キティ・フィルム制作、清水恵蔵監督）
- はだしのゲン2（1986年、マッドハウス制作、平田敏夫監督）※編集助手
- 妖獣都市（1987年、マッドハウス制作、川尻善昭監督）※編集助手
- 白旗の少女 琉子（1988年、マジックバス制作、出﨑哲監督）
- 火の雨が降る（1988年、虫プロダクション（新社）制作、有原誠治監督）
- 魔界都市〈新宿〉（1988年、マッドハウス制作、川尻善昭監督）※編集助手
- MIDNIGHT EYE ゴクウ（1989年、マッドハウス制作、川尻善昭監督）※編集助手
- エンゼルコップ（1989年、DUST制作、板野一郎監督）
- 伊勢湾台風物語（1989年、虫プロダクション（新社）・未来工業制作、神山征二郎監督）
- 魔物ハンター妖子（1990年-1995年、マッドハウス制作）※「スーパー・ミュージック・クリップ」以外の全OVA作品に参加
- 電脳都市OEDO808（1990-1991年、マッドハウス制作、川尻善昭監督）
- B・B（1990-1991年、マジックバス制作、出崎統監督）
- NINETEEN 19（1990年、マッドハウス制作、千明孝一監督）
- 風の名はアムネジア（1990年、マッドハウス制作、やまざきかずお監督）
- 夢枕獏 とわいらいと劇場 四畳半漂流記（1991年、D.A.S.T制作、橋本晋治監督）
- ダウンロード 南無阿弥陀仏は愛の詩（1992年、マッドハウス制作、りんたろう監督）
- 絶愛-1989-（1992年、マッドハウス制作、遠藤卓司監督）
- 破妖の剣（1992年、マジックバス制作、四分一節子監督）
- 獣兵衛忍風帖（1993年、アニメイトフィルム制作、川尻善昭監督）
- THE COCKPIT 成層圏気流（1993年、マッドハウス制作、川尻善昭監督）
- X2 ダブルエックス（1993年、アニメイトフィルム制作、りんたろう監督）
- 人魚の傷（1993年、マッドハウス制作、浅香守生監督）
- お江戸はねむれない!（1993年、マッドハウス制作、千明孝一監督）
- ファイナル・ファンタジー（1994年、マッドハウス制作、りんたろう監督）
- 幽幻怪社（1994-1995年、マッドハウス制作）
- バイオ・ハンター（1995年、マッドハウス制作、佐藤雄三監督）
- あずきちゃん 劇場版（1995年、マッドハウス制作、小島正幸監督）
- X -エックス-（1996年、マッドハウス制作、りんたろう監督）
- 鉄腕バーディー（1996-1997年、マッドハウス制作、川尻善昭監督）
- PERFECT BLUE（1997年、マッドハウス制作、今敏監督）※ネガ編集
- 栄光へのシュプール 猪谷千春物語（1997年、奥脇雅晴監督）
- 支配者の黄昏（1998年、マッドハウス制作、新房昭之監督）
- ドラゴンナイト4（1999年、DANGUN PICTURES制作、又野弘道監督）
- バンパイアハンターD（2000年、マッドハウス制作、川尻善昭監督）
- 劇場版 ケロちゃんにおまかせ!（2000年、マッドハウス制作、小島正幸監督）
- はじめの一歩 TV 1～75話（2000年、マッドハウス制作、西村聡監督）
- 劇場版カードキャプターさくら 封印されたカード（2001年、マッドハウス制作、浅香守生監督）
- SPACE PIRATE CAPTAIN HERLOCK（2003年、マッドハウス制作、りんたろう監督）